# Роз'їзд 10
Роз'їзд 10 (каз. рзд.10) — станційне селище у складі Жарминського району Абайської області Казахстану. Входить до складу Жангізтобинської селищної адміністрації.
Населення — 20 осіб (2021; 57 у 2009, 60 у 1999, 36 у 1989).
Національний склад станом на 1989 рік:
- казахи — 100 %

У радянські часи селище також називалось Желдікара.